# Vasilije Ostroški
Vasilije Ostroški (serbisch-kyrillisch Василије Острошки; deutsch auch Basilius von Ostrog; * 1610 in Mrkonjići bei Popovo Polje in der Herzegowina; † 1671 im Kloster Ostrog) ist ein serbischer Heiliger der Serbisch-Orthodoxen Kirche. Sein weltlicher Name war Stojan Jovanović. Er trägt den Beinamen ‚Wundertäter‘ (serbisch: чудотворац/čudotvorac).
Er kam aus ärmlichen Verhältnissen, seine Familie hatte ein bescheidenes Auskommen, war aber sehr fromm. Schon in frühen Jahren zeichnete sich sein späterer Lebensweg ab. Als er weit genug erwachsen war für sich selbst Entscheidungen treffen zu können, ging er nach Trebinje in das Kloster Uspenija Bogorodice um Mönch zu werden. Er wurde im weiteren Verlauf zum Bischof (Episkop) von Zahumlje und Skender. Er verstand es seine ihm Anvertrauten orthodoxen Gläubigen vor den Osmanen und den missionierenden Katholiken zu beschützen. Nachdem die Osmanen das Kloster Tvrdoš vollkommen zerstört hatten, zog er in das Kloster Ostrog. Dort starb er auch 1671.
Sein Feiertag ist der 29. April, der nach dem gregorianischen Kalender am 12. Mai begangen wird. Seine Gebeine haben den Status einer Reliquie und sollen seit seinem Tod unzählige Wunder hervorgebracht haben. Sie liegen im Kloster Ostrog und die ihnen nachgesagten Wundertaten veranlassen jedes Jahr zehntausende Pilger, die über ihre Vorfahren von diesen Wundertaten wissen, an seinem Feiertag das Kloster zu besuchen. 1996 nahmen seine Gebeine in Trebinje am Osterumzug teil.